# Stříbrný javor v Husových sadech
Stříbrný javor v Husových sadech je památný strom v Sokolově. Javor stříbrný (Acer saccharinum) je nejsilnější strom v Husových sadech v městě Sokolov v Karlovarském kraji. Nachází se v bezprostřední blízkosti Lobezského potoka, na jeho pravém břehu proti krytému plaveckému bazénu. Javor v Husových sadech je rozložitý strom s asymetrickou korunou, spirálovitě vinutým kmenem, který je tři metry vysoký. 
Roste v nadmořské výšce 413 m. Koruna stromu sahá do výšky 28 m, obvod kmene měří 414 cm (měření 2006). Strom je chráněn od roku 2006 jako dendrologicky cenný taxon a strom s významným vzrůstem.

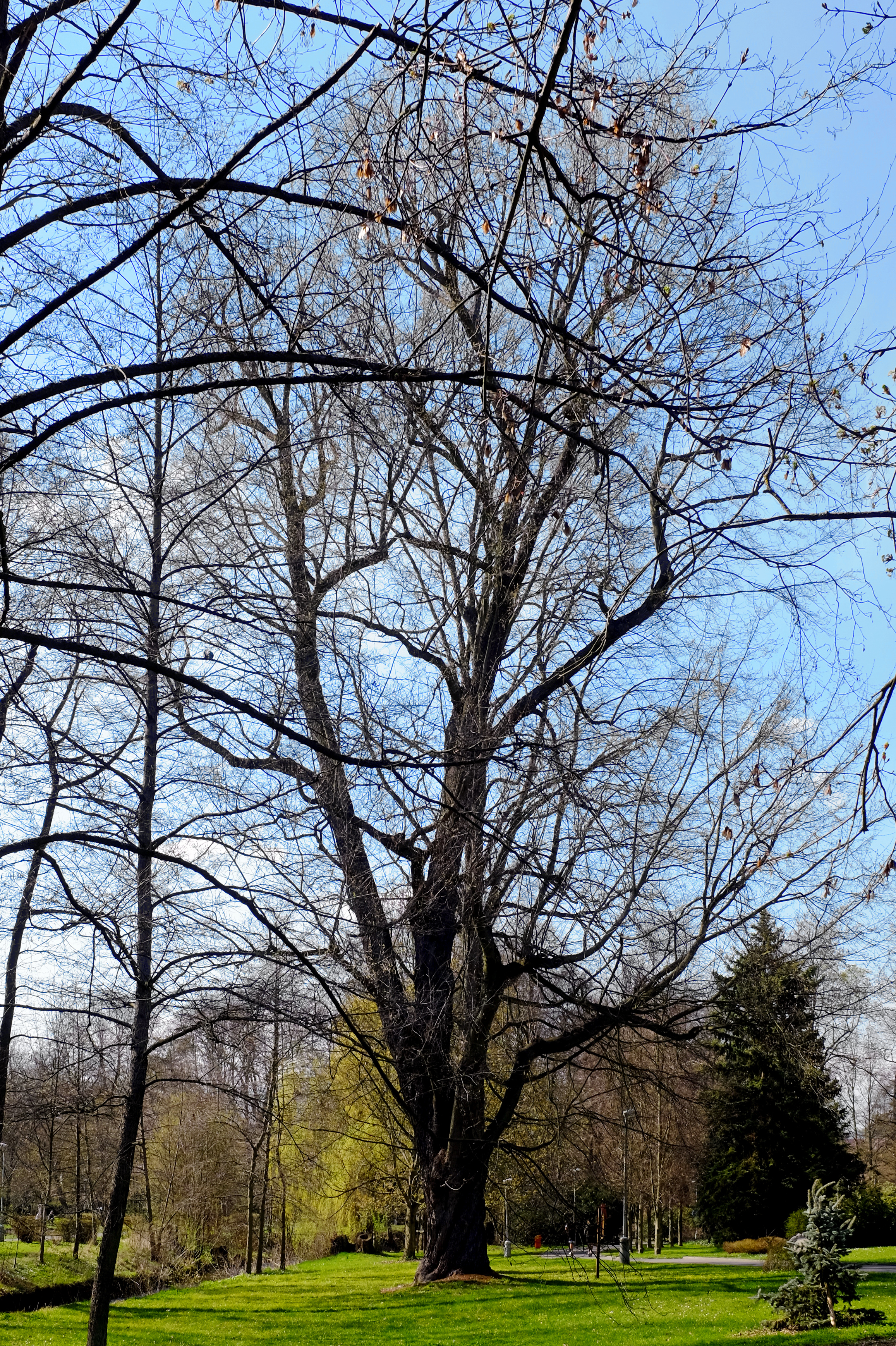
v dubnu 2021
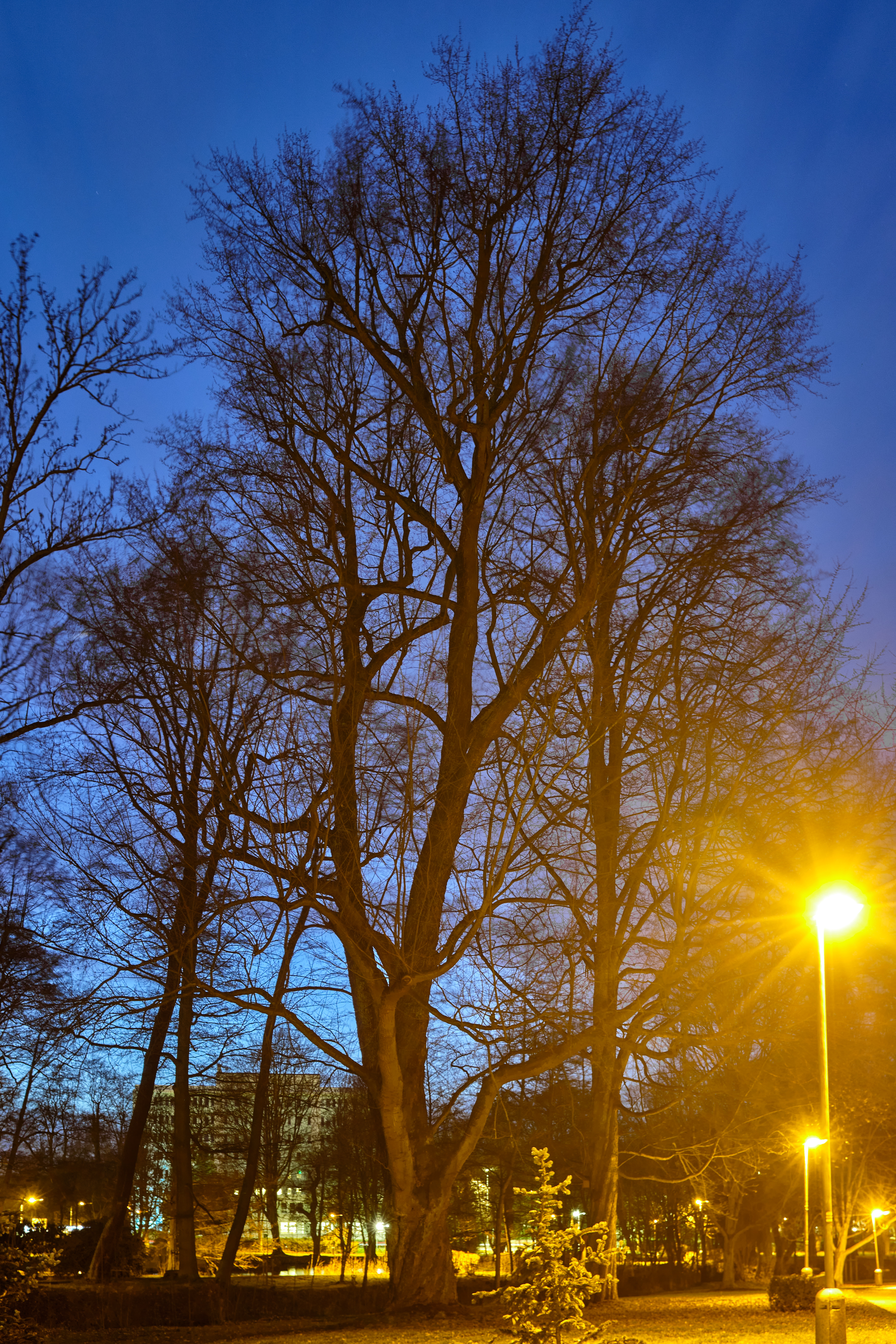
v prosinci 2022
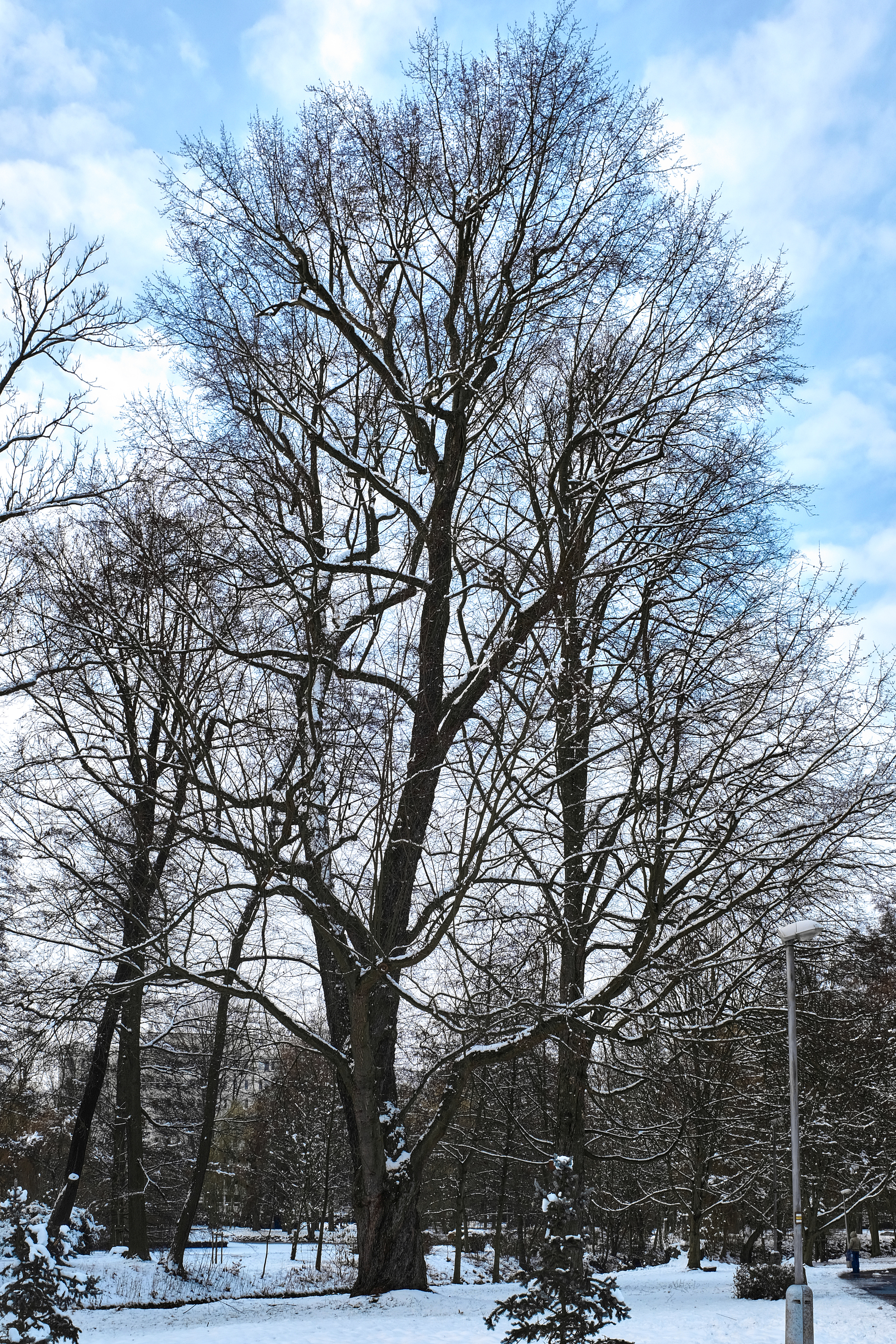
v listopadu 2023

## Stromy v okolí
- Dub u chemičky
- Jilm pod Starou Ovčárnou (zaniklý)
- Lípa u Kopeckých (zaniklá)
- Dub ve Starém Sedle
- Jirákova lípa